# Kanászkürt
A kanászkürt a szarvasmarha szarvából készült magyar népi fúvós hangszer, a tölcséres fúvókájú hangszerek családjába tartozik. Kihajtáskor a pásztorok ennek hangjával jelzik a gazdáknak, hogy állataikat engedjék ki az utcára. Díszítése a hagyományos pásztorművészet egyik legjellemzőbb ága.
Egyéb elnevezései: duda, kanászduda, kondásduda; kürt, kondáskürt, tülök.

## Felépítése
A kanászkürt természetes anyaga a magyar szürke szarvasmarha szarva. A jól fejlett szarv hosszúsága 60–80 cm, a hegyes végén jórészt tömör anyagú. A kívül-belül megtisztított, belül üreges szarv hegyes végéből kb. 8 cm-nyit levágnak, majd vékony fúróval az itt még tömör szaruanyagot átfúrják az üreges részig. Ha az így létrejött felső nyílást kissé tölcséres formájúra faragják, hogy fúvókaként funkcionáljon, már kész is a kanászkürt legegyszerűbb változata. Ha nem elég hosszú a szarv, az alsó végén bádogból vagy rézlemezből készült toldalékot alkalmaznak.
Gyakran a fúvókát külön darabból illesztik a hangszerhez, ilyenkor bodza-, juhar-, szilvafából vagy szaruból készítik el. A különálló fúvóka neve szipka, csap, hossza 5–8 cm és a tülökbe csapolással illeszkedik. Ha szaruból készítik, a szarv levágott hegyét használják fel úgy, hogy a vastagabb végéből bicskával alakítják ki a szájhoz illeszkedő tölcsérszerű részt, a vékonyabb végéből pedig a hangszerhez csatlakozó csapot. Gyári trombita fúvókáját is szívesen használják e célra a pásztorok.
A 20. században már többfelé, például Somogyban is használtak a szarukürt szerepében annál kissé hosszabb, egyenes, iparossal fémlemezből készíttetett bádogkürtöt is.

## Díszítése
A kanásztülök-díszítés a hagyományos pásztorművészet egyik legjellemzőbb ága. Két stílusa különböztethető meg, az egyik a Felső-Tisza vidékére, Bereg, Ung, Zemplén, Szabolcs, Szatmár vármegye; a másik a Balaton vidékére, Somogy, Zala és Veszprém vármegyére jellemző.
A felső-Tisza-vidéki pásztor „közvetve merít a körülötte zajló életből; csipkézetének eredetijét a cifrább magyar kostökzacskón, a szűrökön és subákon találjuk meg; a rózsa semmi egyéb, mint a cifraszűrön a csat szíját tartó bőrrózsa, amely három-négyrétű csipkézetes körből van összerakva. A tulipánok a szűrgallérról készülnek.” Ezzel szemben „a balatoni pásztor előszeretettel alkalmaz népies, jobbára a pásztor-, vadász- vagy betyáréletből vett jeleneteket, mely jelenetek bájos naivitással elstilizált népies virágok – tulipán, pünkösdirózsa, muskátli, rozmaring, törökszekfű, liliom – vagy kedvenc állatalakok – ló, kutya, kos, sertés, nyúl, szarvas, vadgalamb, páva, bagoly, holló között játszódnak le”.
A díszítések elkészítésének egyik fő technikája a késheggyel való vésés. Ehhez a könnyebb megmunkálhatóság érdekében a szaruanyagot vízben főzve meglágyítják. A mintákat előrajzolás nélkül vésik. Az elkészült vésetekbe szalonnás kormot dörzsölnek, hogy a rajz előtűnjön a szaru fehér alapjából. Másik gyakori eljárás a salétromsav, „választóvíz” alkalmazása. Ezt lúdtollal vagy faszálkával viszik fel a szaru felületére, amelynek fehérjékből álló anyaga a bekent részeken a xantoprotein-reakció miatt tartósan, lemoshatatlanul megsárgul.

## Hangképzése
A kanászkürt hangképzése hasonló a többi tölcséres fúvókájú – közismertebb, de ez esetben megtévesztő nevén rézfúvós – hangszerhez: hangforrása a használójának a fúvókához szorított, rezgésbe hozott ajkai között átpréselt levegő. Az így keltett nyomásingadozás – a megfúvás módjától függően – a hangszer csövébe zárt légoszlop különböző rezgési módjait képes gerjeszteni, ezáltal különböző hangokat létrehozni. A modern kürtszerű hangszerektől eltérően a kanászkürt natúrkürt, azaz csövének hossza nem módosítható szelepekkel, hangkészletét kizárólag természetes részhangjainak sorozata alkotja.
A kanászkürt csöve rövid, ezért alaphangja elég magas, g és c' közötti, a trombitánál nagyjából egy oktávval magasabb. A rövid, tág, kúpszerű furat miatt viszont a trombitától eltérően ezt az alaphangot is meg lehet szólaltatni, habár az sohasem illeszkedik tisztán a hangsorba, az eltérés – lefelé – nagy szekund és kis terc közötti. A hangkészlet a természetes felhangsor első három-négy hangjából áll csak, tiszta g alaphangot feltételezve g–g'–d''–g''.

## Használata
A pásztorok a kürtjüket nyakba akasztva hordják. Ebből a célból a fúvóka alatt körbefutó bemélyedést, nyakat faragnak rá, ide hurkolják a zsineg vagy szíj egyik végét. A másikat a tülök alsó részének falába fúrt lyukba fűzik, kötik. Előfordul, hogy hangképző nyílás gyanánt is fúrnak egy-két lyukat a hangszer alsó vége felé.
A kanászkürt hangja – bár egy idő után az állatok is hallgatnak rá – elsősorban a gazdának szól, kihajtáskor figyelmezteti, hogy a jószágait engedje ki az utcára. A pásztorok a kürtöt mesterségük jelképének tekintik, nagy becsben tartják, ünnepélyes alkalmakkor is megszólaltathatják. Sokfelé a kanász köteles volt a módosabb gazdák háza előtt megállni, „dukáló tisztelettel” nekik külön kürtölni.
A kanászkürtön csak a természetes hangsor első néhány hangjából álló jeleket lehet játszani, ezek tempója Bartók Béla szerint leginkább a parlando előadásmódhoz hasonlít. Zenei formájuk nincs, „inkább afféle improvizációk, vagyis néhány motívumnak teljesen szabad, rögtönzött keverése.”